# Московсько-Києво-Воронезька залізниця
Московсько-Києво-Воронезька залізниця — це приватна залізниця, побудована в 1893—1912 роках, яка перебувала з 1 січня 1897 року в орендному користуванні товариства Південно-Східних залізничних доріг. Проходила по територіях Московської, Калузької, Орловської, Курської, Воронезької, Чернігівської, Полтавської, Харківської, Київської губерній. Відігравала суттєву роль в експорті хліба до Одеси. Залізниця з'єднувала Центр Росії та Донецький вугільний басейн з Південно-Західними районами країни.

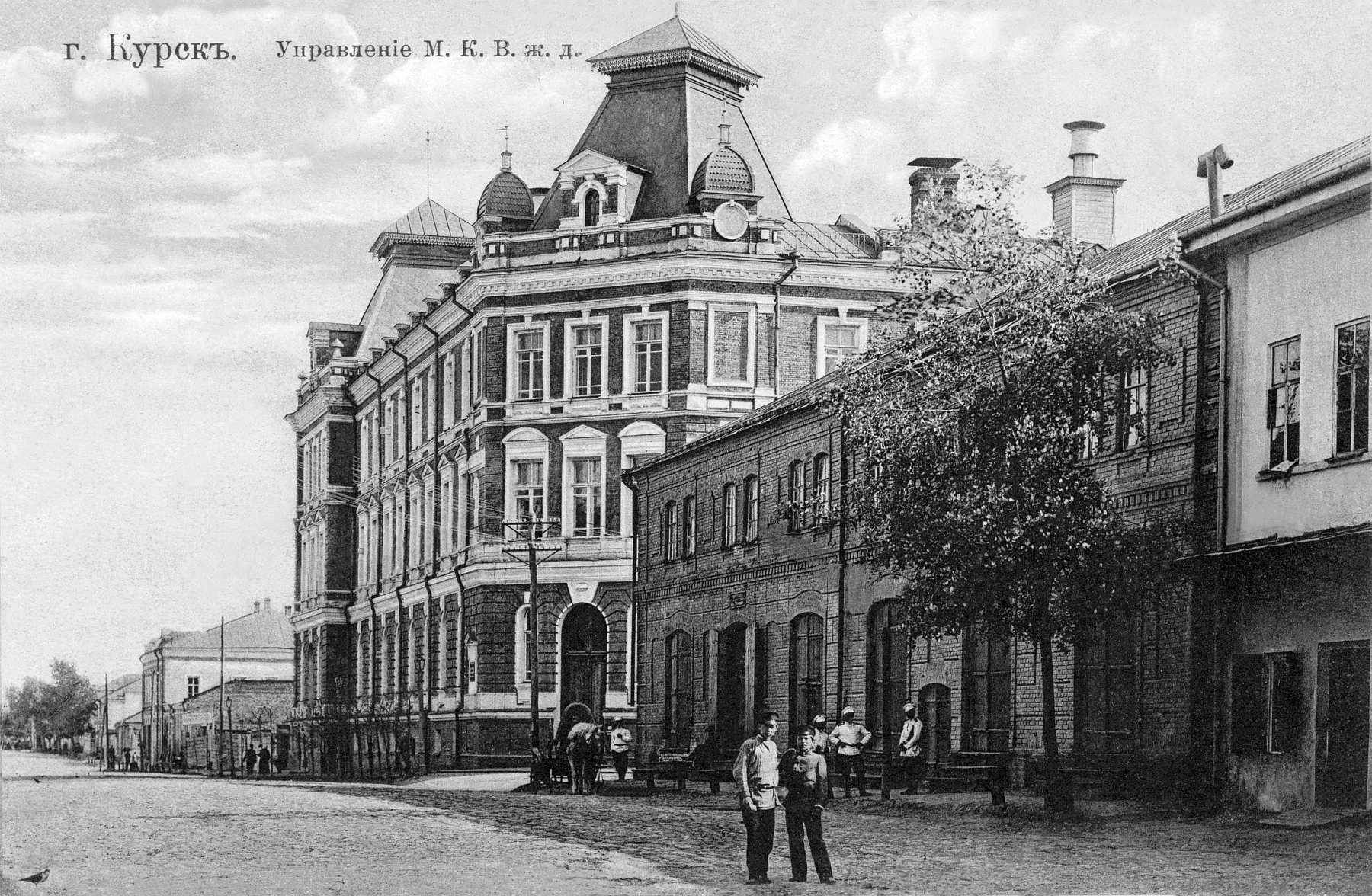
Будівля управління Московсько-Києво-Воронезької залізниці в північно-слобідскому місті Курськ

## Історія
Києво-Воронезька залізниця:

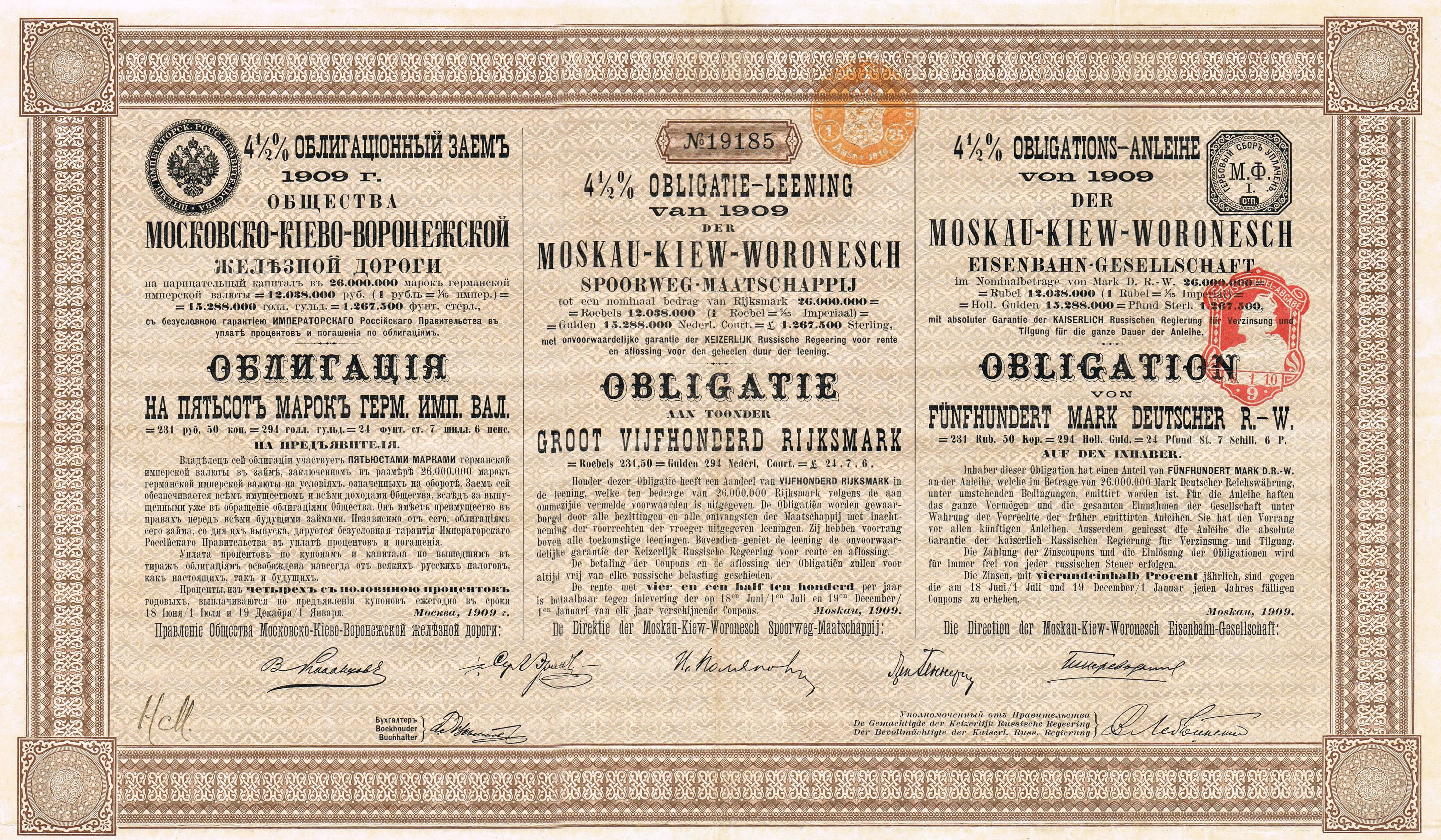
Облігація товариства
Московсько-Києво-Воронезької залізниці

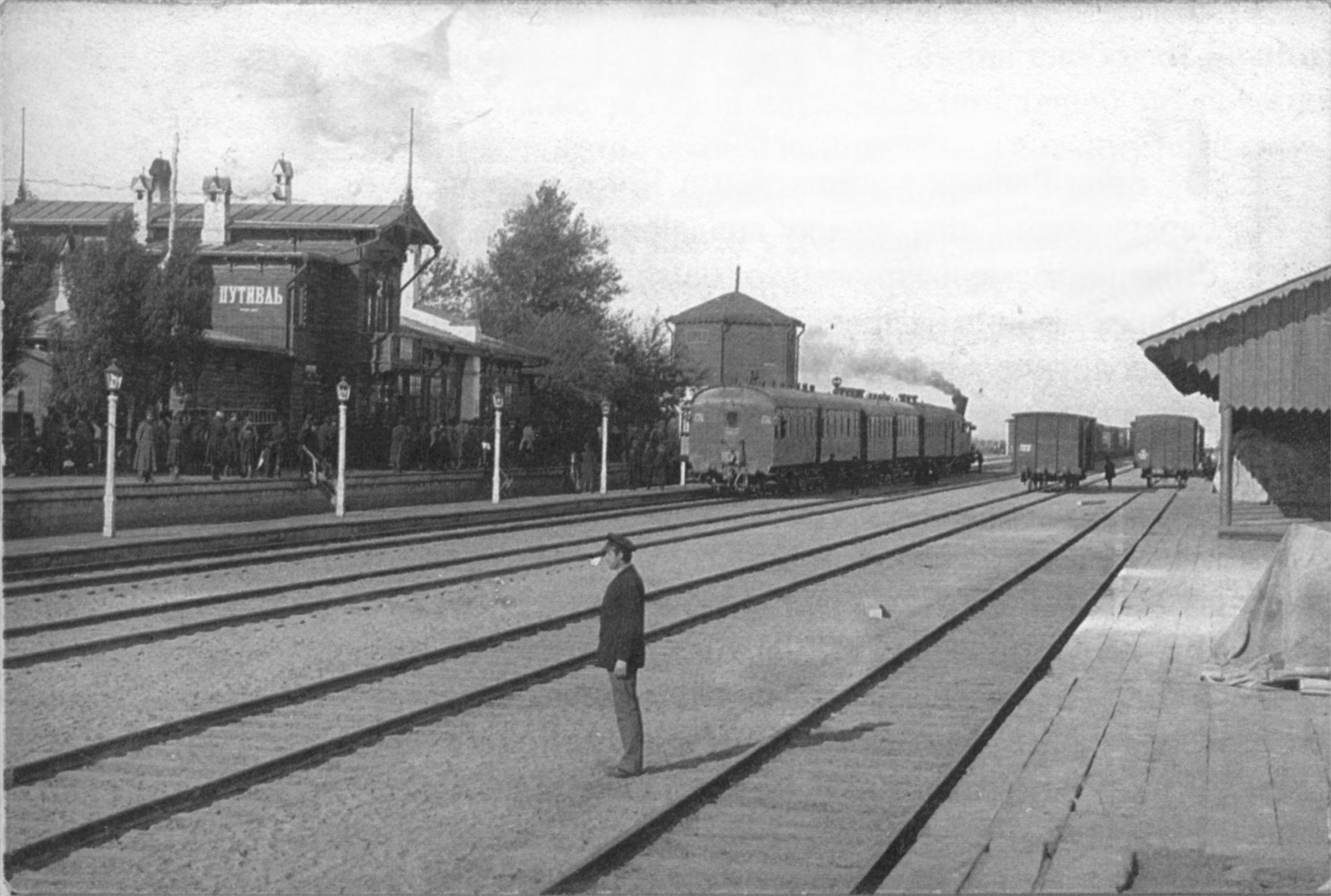
Вокзал станції Путивль (місто Буринь) на початку ХХ століття

У 1866 році була дана концесія на будівництво залізниці від Курська до Києва, а вже 1891 року отриманий дозвіл на будівництво Курсько-Воронезької лінії, тоді ж залізниця перейменована в Києво-Воронезьку. Того ж року отримано дозвіл на прокладку другої колії від Курська до Києва і споруду вузькоколійних під'їзних шляхів: від станції Кореневе до міста Рильська (22 версти), від ст. Кореневе до міста Суджа (37 верст), від станції Конотоп до села Пирогівка (92 версти), від станції Крути до міста Чернігів (75 верст), від станції Крути до міста Пирятин (101 верста).
Відкриття залізниці для руху відбулося: по головній лінії — у 1870 році, від Києва до Дніпровського мосту — в 1869 р.; від Дніпровського мосту до станції Бровари — в 1868 р.; від станції Бровари до станції Ворожба і від станції Ворожба до міста Курська — в 1894 р.; від міста Курська до міста Воронежа під'їзними коліями — в 1893 р.
Довжина шляху Київ-Воронеж — 669,2 версти. Під'їзних шляхів — 329 верст. 
У Києві Києво-Воронезька залізниця з'єднується з Південно-Західними залізницями і Дніпром, в Бахмачі - з Лібаво-Роменською залізницею, в Ворожбі — з Харківсько-Миколаївською, в Курську - з Московсько-Курською і Курсько-Харківсько-Азовською, в Воронежі - з Козлово-Воронезько-Ростовською лінією Південно-Східних залізниці.
Лінія Харків—Ворожба Харківсько-Миколаївської залізниці дає хлібні вантажі Києво-Воронезькій залізниці. Гілки Крути—Чернігів і Конотоп—Пирогівка з'єднують залізницю з Десною, по якій сплавляється багато лісу.
На 1893 рік: з гілок що будуються — одна (Ворожба—Середина-Буда) йде по дуже лісистій місцевості, інша (Льгов—Брянськ) з'єднає Києво-Воронезьку залізницю з округою чисельних заводів.
Московсько-Києво-Воронезька залізниця:
7 червня 1895 року вищим керівництвом затверджено третє доповнення до статуту товариства Києво-Воронезької залізниці, згідно з яким товариству присвоюється найменування товариства — «Московсько-Києво-Воронезька залізниця». 

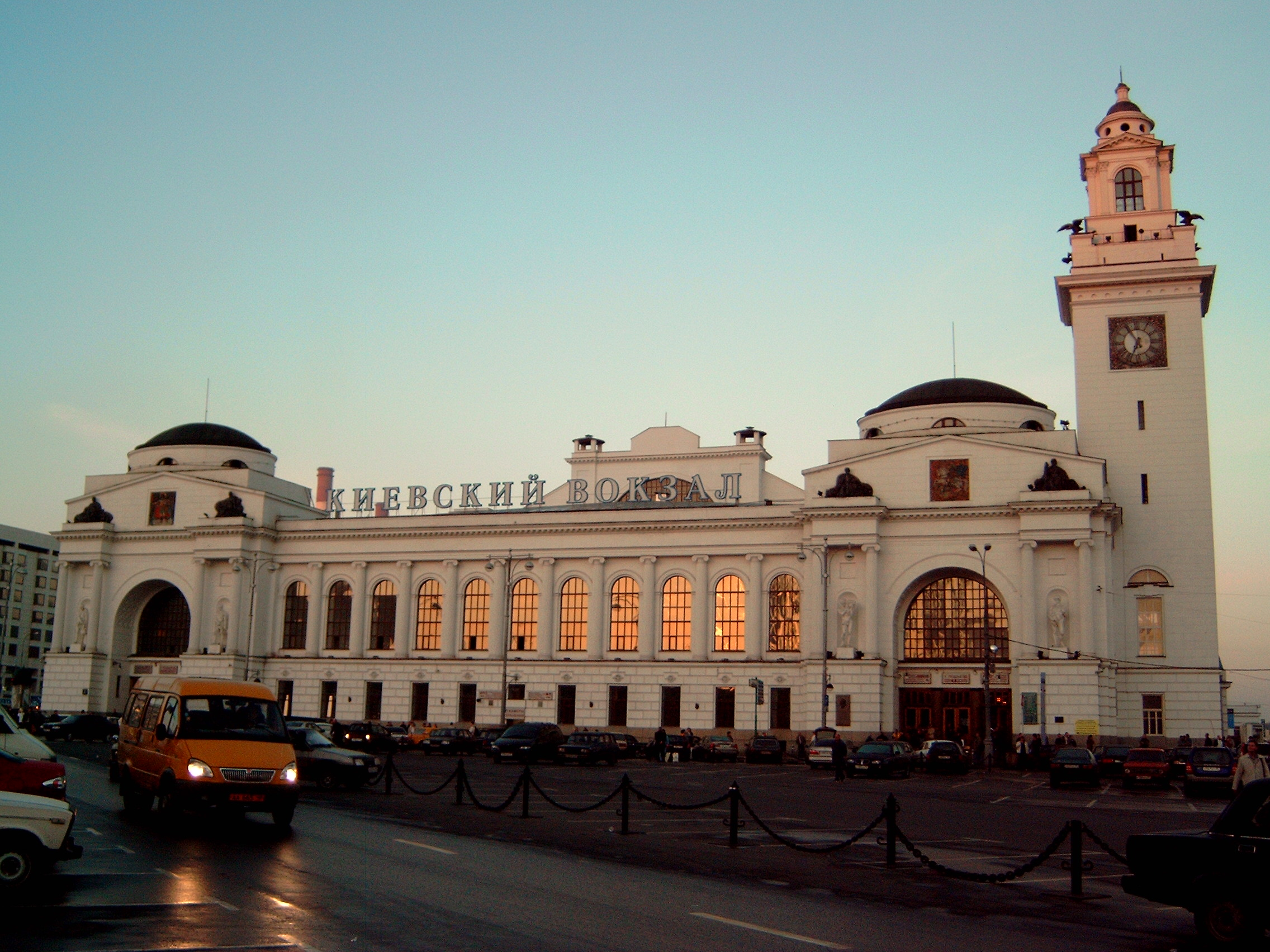
Київський вокзал у Москві

В цей період були збудовані основні лінії залізниці: Навля—Конотоп і Терещенська—Пирогівка (рух відкрито в 1893 році), Київ—Воронеж (1890-94), Ічня—Золотоноша (1897), Москва—Брянськ—Льгов (1899), Київ—Дарниця—Полтава (1901), Крути—Ічня та Одеса—Бахмач (1909–1914), а також вузькоколійна гілка від станції Пирятин до пристані Дніпро-Червоне, на лівому березі Дніпра. Загальна протяжність залізничного полотна станом на 1913 рік становила 2698 кілометрів.
В 1913 році за кошти підприємства почалося будівництво Брянського вокзалу у Москві, який був завершений 1917 року (пізніше перейменований на Київський).
Нові лінії Новобілиці—Чернігів, Чернігів—Дарниця, Новобілиці—Прилуки, другі шляхи на лініях Москва—Малоярославець—Брянськ—Навля були прокладені у 1914-17 роках. 
У січні 1918 підприємство націоналізовано та передано у підпорядкування НКШС.